# چیلیکافی (میزوری)
چیلیکافی (به انگلیسی: Chillicothe) (‎/ˌtʃɪlɪˈkɒθi/‎ CHIL-i-KOTH-ee) یک شهر در ایالات متحده آمریکا است که در شهرستان لیوینگستون، میزوری واقع شده‌است. چیلیکافی ۱۸٫۲۱ کیلومتر مربع مساحت و ۹٬۵۱۵ نفر جمعیت دارد و ۲۴۳ متر بالاتر از سطح دریا واقع شده‌است.